# Plastic Love
Plastic Love (プラスティック・ラブ?, Purasutikku Rabu) è un brano musicale di genere city pop scritto e interpretato dalla cantante giapponese Mariya Takeuchi. Incluso nell'album del 1984 Variety, è stato pubblicato anche come singolo discografico l'anno successivo.
Il brano è considerato tra i più rappresentativi del city pop, un sottogenere di musica pop sviluppatosi a cavallo tra gli anni settanta e gli anni ottanta. Ha riscosso un moderato successo al tempo della sua pubblicazione, raggiungendo la posizione 86 della classifica dei singoli giapponesi Oricon, ma ha sperimentato un forte incremento di popolarità internazionale nel 2017, dopo che un remix della canzone è stato caricato sulla piattaforma di video sharing YouTube.

## Descrizione

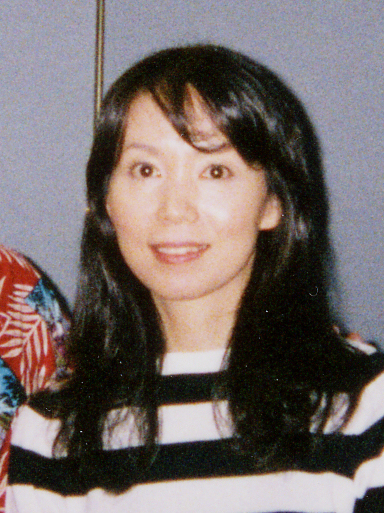
Mariya Takeuchi, autrice del brano

Plastic Love è scritta e interpretata da Mariya Takeuchi e prodotta da suo marito, il noto musicista giapponese Tatsuro Yamashita. In un'intervista al quotidiano The Japan Times, la cantante ha affermato di voler realizzare "una canzone rock, una canzone folk, una canzone country, ma anche qualcosa che fosse ballabile, qualcosa con un sound tipico da city pop." Oltre ai ruoli di produttore e arrangiatore, Yamashita suona la chitarra elettrica nel brano, mentre Yasuharu Nakanishi è al piano elettrico, Kôki Itô al basso e Jun Aoyama alle percussioni.
Il brano racconta i sentimenti di una donna che ha perso l'amore dell'unico uomo veramente importante per lei. "Non importa quanti altri uomini la corteggino; lei non è in grado di scrollarsi di dosso la sensazione di solitudine che la perdita del suo uomo le ha lasciato", ha affermato la cantante.

### Ritorno al successo
Il 5 luglio 2017, più di trent'anni dopo la pubblicazione del brano, una versione remix di Plastic Love è stata caricata su YouTube da un utente denominato Plastic Lover. Il video a corredo del brano presentava il ritaglio della copertina di un singolo precedente della cantante, Sweetest Music, scattata nel 1980 dal fotografo americano Alan Levenson. Favorito dall'algoritmo di raccomandazione di YouTube e dalla contemporanea ascesa di generi musicali affini quali il vaporwave e il future funk, il video si è diffuso rapidamente tra gli utenti della piattaforma, superando le 40 milioni di visualizzazioni prima di essere rimosso per violazione di copyright. Il video è stato successivamente reso di nuovo disponibile dopo che Levenson ha ricevuto adeguata attribuzione per la foto e riconosciuto che Plastic Lover non percepiva alcun compenso economico per il video.
A seguito del rinnovato successo, il brano è stato corredato di un videoclip musicale diretto da Kyotaro Hatashi ed è stato oggetto di cover da parte di artisti giapponesi come tofubeats, Friday Night Plans e Juice=Juice. Due cover del brano, una in italiano e una in giapponese, compaiono anche nell'album North of Loreto del rapper e produttore discografico Bassi Maestro.

## Tracce
12"
Testi e musiche di Mariya Takeuchi.
1. Plastic Love (Extended Club Mix) – 9:15
2. Plastic Love (New Re-mix) – 4:51

## Accoglienza
Anche grazie alla sua rinnovata popolarità su YouTube, Plastic Love viene riconosciuto come il brano che ha contribuito maggiormente alla diffusione internazionale del city pop, genere fino ad allora popolare solo in Giappone fino agli anni ottanta.
Ryan Bassil di Vice ha elogiato il brano definendolo "la migliore canzone pop del mondo" e aggiungendo che è "uno di quei rari brani che non hanno davvero bisogno di parole per descrivere una sensazione ben definita - fatta di desiderio, dolore, amore, paura, avventura e perdita, colti tutti insieme nel turbinio di una notte di città".

## Classifiche
| Classifica | Posizione massima |
| ---------- | ----------------- |
| Giappone   | 86                |